# Závod vojenských hlídek na Zimních olympijských hrách 1936
Na 3. zimní olympiádě v Garmisch-Partenkirchenu byl po třetí v historii olympiád na pořadu závod vojenských hlídek, z toho podruhé pouze jako ukázkový.

## Pořadí zemí
| Pořadí | Země          | 1. místo | 2. místo | 3. místo | Celkově |
| ------ | ------------- | -------- | -------- | -------- | ------- |
| 1      | Itálie (ITA)  | 1        | 0        | 0        | 1       |
| 2      | Finsko (FIN)  | 0        | 1        | 0        | 1       |
| 3      | Švédsko (SWE) | 0        | 0        | 1        | 1       |
|        | Celkem        | 1        | 1        | 1        | 3       |

## Ukázkové soutěže

### Muži
| Disciplína              | 1. místo                                                                              | Výkon     | 2. místo                                                                 | Výkon     | 3. místo                                                                        | Výkon     |
| ----------------------- | ------------------------------------------------------------------------------------- | --------- | ------------------------------------------------------------------------ | --------- | ------------------------------------------------------------------------------- | --------- |
| závod vojenských hlídek | Itálie (ITA) · Enrico Silvestri · Luigi Perenni · Stefano Sertorelli · Sisto Scilligo | 2:28:35,0 | Finsko (FIN) · Eino Kuvaja · Olli Remes · Kalle Arantola · Olli Huttunen | 2:28:49,0 | Švédsko (SWE) · Gunnar Wåhlberg · Seth Olofsson · Johan Wiksten · John Westberg | 2:35:24,0 |